# Nina Zottmayr-Hartmann

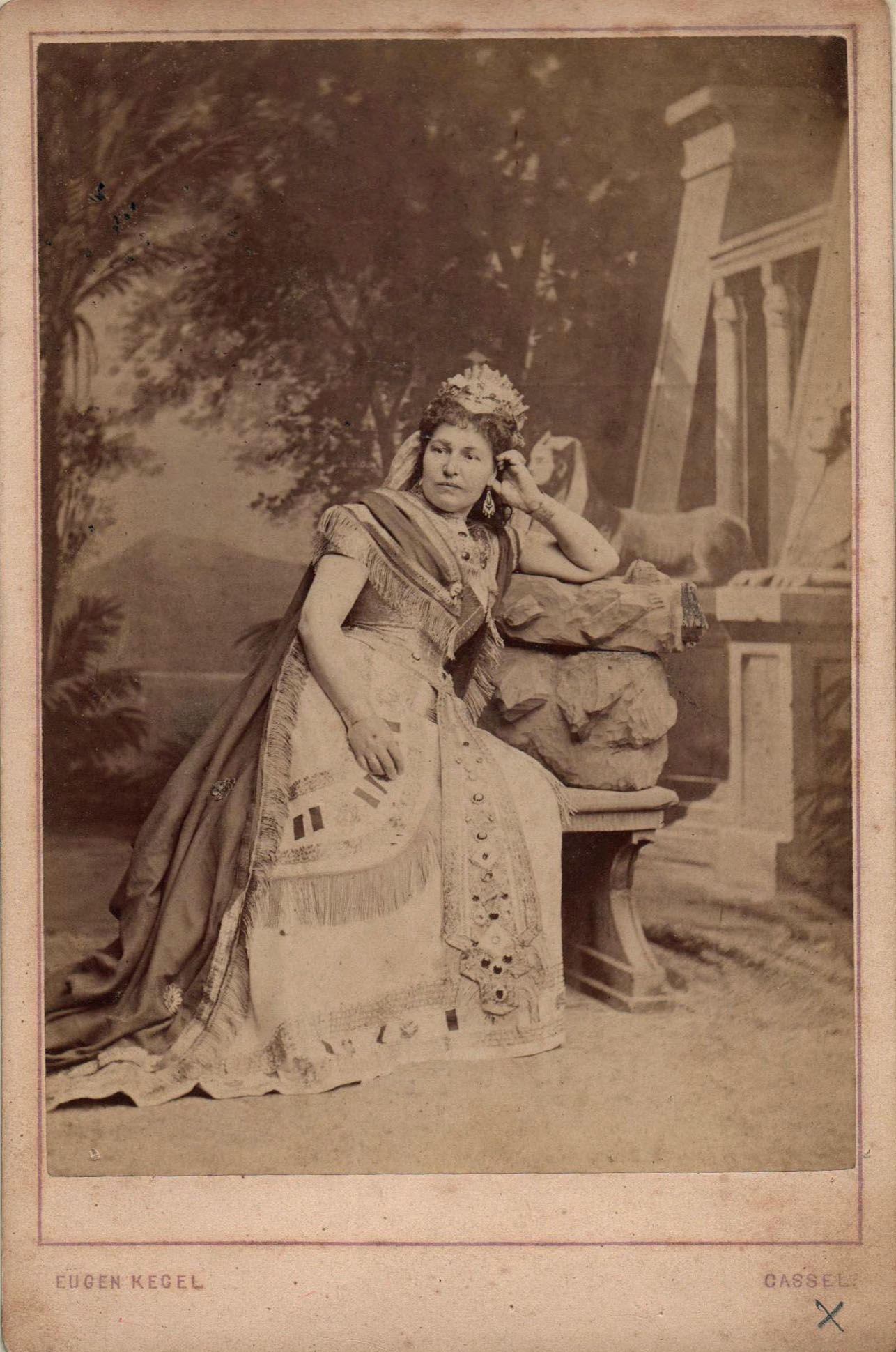
Nina Zottmayr-Hartmann

Nina Zottmayr-Hartmann (geborene Anna Maria Angelika Hartmann, genannt Nina Zottmayer, Nina Hartmann, Stina Zottmayr; geb. 30. August 1836 in Aachen; gest. 24. Februar 1903 in Kassel) war eine deutsche Opernsängerin (Sopran) und Gesangspädagogin.

## Leben
Zottmayr-Hartmann war von 1856 bis 1882 eine beliebte dramatische Sängerin in Hamburg, Graz, Frankfurt und am Kasseler Hoftheater. Bekannte Rollen waren „Norma“, „Fides“ etc. Zudem wirkten sie und ihr Gatte Max Zottmayr am 29. August 1861 in Frankfurt am Main in der Uraufführung des nachgelassenen Singspiels Die Verschworenen (Zensurtitel: Der häusliche Krieg) von Franz Schubert mit.
Georg Zottmayr (1869–1941) war ihr Sohn, Ludwig Zottmayr ihr Schwager, beide auch Opernsänger (siehe Zottmayr (Familie))
Sie hatte neben Georg eine Tochter, Anna Antonie Zottmayr, verheiratete Marchand (geb. 16. April 1862 in Frankfurt am Main) und einen Sohn, den Kaufmann Hermann Nikolaus Zottmayr (geb. 20. November 1877 in Kassel; gest. 11. April 1931 in Kassel).

## Schüler (Auswahl)
- Andreas Dippel
- Louise Geller-Wolter